# Хлораргірит
Хлораргірит (від грец. kéras — «ріг» та árgyros — «срібло») — мінерал класу галоїдів. Синоніми: кераргірит, аргіроцератит, керат, руда рогова, руда срібна рогова, срібло рогове, срібло хлорне, хлорид срібла, цераргірит.

## Історія та етимологія
Вперше це було описано в 1875 році для подій у районі Брокен-Гілл, штат Новий Південний Уельс, Австралія.
Назва від грецького chloros — «блідо-зелений» та латинського argentum — срібло.
Хлоргаргірит був відомий ще в 16 столітті як рогове срібло, срібна рогова руда або скорочено рогова руда, оскільки він зазвичай нагадував просочений жиром і тому прозорий ріг. Першу згадку без додаткового опису можна знайти в роботах Георгія Агріколи в 1530 році (Bermannus, sive de re metallica) і в його праці 1546 року (De Natura Fossilium), де мінерал віднесено до срібних руд під назвою Argentum rude purpureum або Argentum rude jecoris coloris (срібна руда печінкового кольору).
Більш детальний опис мінералу доступний лише у Йоганна Матезіуса (1504—1565) у його Нагірних проповідях, які він написав між 1552 і 1562 роками:
«На Маріенбергу було видобуто срібло рогового кольору, яке є прозорим і плавиться під дією світла. Але у вогні зовні з'являється єдине біле срібло, причому одне розплавлене срібло є більш пластичним, ніж наступне».
Цю «прозору срібну руду рогового кольору» з Маріенберга в Рудних горах, яку за властивостями можна віднести до хлораргіриту.
Інший чіткий опис хлораргіриту було надано в 1565 році Йоханнесом Кентманом (1518—1574, Торгау) і Георгом Фабриціусом (1516—1571) в антології De omni rerum fossilium genere, опублікованій Конрадом Гесснером (1516—1565), який також описав мінерал як «прозоре самородне срібло рогового кольору» (Argentum, Flavi coloris, Cornupellucido simile) або «Läberfarben ertz» (Argentum iecoris colore).) з Маріенберга в Рудних горах. Тому ця ділянка також вважається типовою місцевістю.
У пізніших джерелах хлораргірит зустрічається під різними синонімами, такими як рогова руда (Вернер, 1789), рогове срібло (Хаусман, 1813) і срібна рогова руда (Леонхард, 1821), а також під його грецькими похідними κέρας [kéras] для рогу та ἄργυρος [argyros] для срібла як kérar звивистий (Beudant, 1832), керат (Haidinger, 1845), кераргірит і цераргірит (Dana, 1855 і 1868).
Сучасну назву мінералу, хлораргірит, нарешті дав йому в 1875 році Альбін Вайсбах (1833—1901) на основі його складу, з одного боку, хлору, з іншого боку, і грецького слова, що означає срібло (argyros), з іншого боку, у 1828 році Карл Фрідріх Науманн також дав йому суто німецьку назву, Chlorsilber (хлорид срібла).

## Загальний опис
Хімічна формула: AgCl. Бурого, жовтуватого, зеленуватого кольору. Руда срібла.
Мінерал класу галогенідів, хлористе срібло координаційної будови. Хімічна формула: AgCl. Містить (%): Ag — 75,26; Cl — 24,74. Утворює безперервний ізоморфний ряд з бромаргіритом містить домішки Br, J, Hg (дек. %). При Br>Cl — бромаргірит. Сингонія кубічна. Гексоктаедричний вид. Структура координаційна типу NaCl. Форми виділення: кристалічні нальоти, кірочки, натічні, рого- та воскоподібні маси, вкрапленість, паралельно-волокнисті аґреґати, рідко — кубічні кристали величиною до 1 см. Спайність слабко помітна. Густина 5,5-5,6. Твердість 1,5-3,0. На свіжому зломі безбарвний, як правило, з жовто-зеленим або бурим відтінками. На світлі тьмяніє до фіолетово-сірого і навіть чорного кольору. Блиск на свіжих сколах кристалів алмазний, на старих поверхнях і в аґреґатах тьмяний. Прозорий до напівпрозорого. Злом нерівний. Пластичний, ріжеться ножем. Легко розчиняється в аміаку. Походження гіпергенне: утворюється в зоні окиснення гідротермальних родовищ срібловмісних сульфідних руд. Асоціює з акантитом, самородним сріблом і золотом, баритом, пруститом, піраргіритом, лімонітом, кальцитом, церуситом, ярозитом, самородною сіркою, бромаргіритом і йодаргіритом.

## Утворення і поширення
Хлораргірит утворюється як вторинний мінерал у зоні окислення гідротермальних родовищ срібла та в посушливих кліматичних умовах у родовищах вивітрювання типу червоного шару. Крім самородного срібла, супутні мінерали включають акантит, атакаміт, церусит, ярозит, йодаргірит і малахіт.
Хлоргаргірит, поширене мінеральне утворення, станом на 2019 рік відомо понад 1600 місць. На додаток до свого типового місцеположення Маріенберг, мінерал також зустрічався в багатьох інших місцях Саксонії, включаючи шахту «Himmlisch Heer» поблизу Кунерсдорфа (Аннаберг-Бухгольц), у районі Фрайберг, поблизу Йохангеоргенштадта, Нойстедтеля (Шнееберг) і в районі Шварценберг. Крім того, він був знайдений у Німеччині в кількох місцях у Шварцвальді (Баден-Вюртемберг), Оденвальді (Гессен), біля Санкт-Андреасберга в горах Гарц (Нижня Саксонія) і в Кенігсберзі в Рейнланд-Пфальці.
Єдиним підтвердженим місцем в Австрії є Штокерстоллен на Зільберберзі поблизу Брікслегг-Раттенберга в Тіролі. Ще одне відкриття в «шахті Хохек» поблизу Аннаберга в Нижній Австрії поки що не підтверджено.
Інші країни включають Аргентину, Австралію, Болівію, Чилі, Китай, Францію, Грецію, Гондурас, Італію, Японію, Канаду, Казахстан, Мадагаскар, Марокко, Мексику, Намібію, Нову Зеландію, Норвегію, Португалію, Росію, Словаччину, Іспанію, Південну Африку, Таджикистан, Чехію, Угорщину, Перу, Сполучене Королівство (Велика Британія) та Сполучені Штати Америки (США).
В Україні є, зокрема, на Нагольному кряжі — південно-східна частина Донецького кряжу.